# Atoll

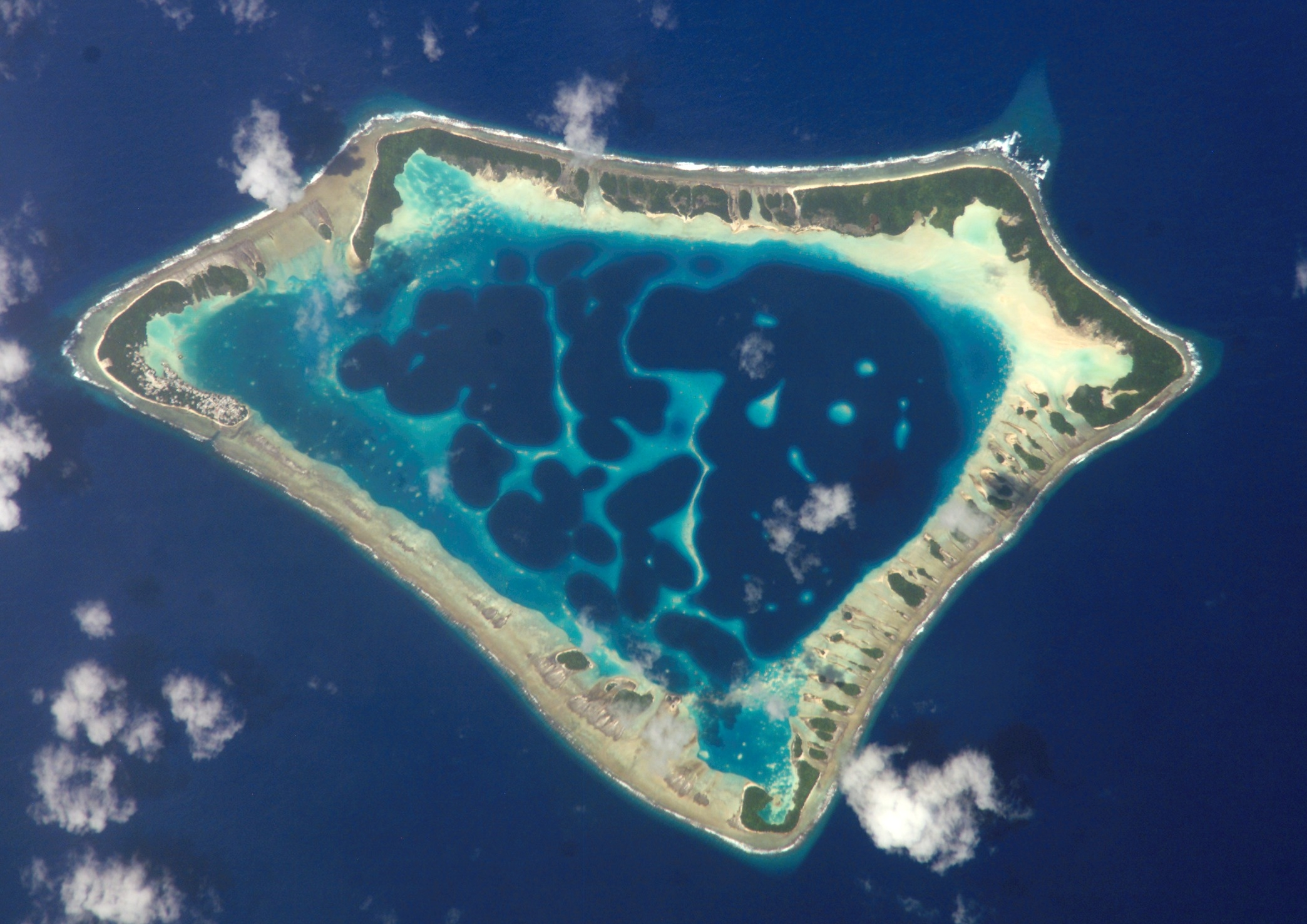
Das aus mehr als 40 Motus bestehende Atoll Atafu

Ein Atoll ist ein ringförmiges Riff, in der Regel ein Korallenriff, das eine Lagune umschließt. Das Wort Atoll stammt aus dem Dhivehi, der Sprache der Malediven (އަތޮޅު atolhu). Das Korallenriff bildet einen Saum von häufig äußerst schmalen Inseln aus, die nach dem polynesischen Wort für „Insel“ meist als Motu bezeichnet werden. In der Lagune können sich noch Reste des ehemaligen Vulkangipfels als Inseln über den Meeresspiegel erheben.

## Entstehung

Entstehungsphasen eines Atolls nach Darwin

Nach der Theorie Charles Darwins (1809–1882) entstehen Atolle aus Saumriffen, die um eine Vulkaninsel herum entstehen. Die Insel kann im Laufe der Zeit im Meer versinken, sei es durch Erosion oder weil der Meeresboden absinkt bzw. der Meeresspiegel steigt, wobei das Riff weiter nach oben wächst. Am Ende reicht nur noch das Riff bis an die Wasseroberfläche und bildet einen Ring aus kleinen Inseln.
Eine andere Theorie des österreichischen Zoologen und Meeresforschers Hans Hass (1919–2013) kommt dagegen ohne Vulkane aus. Nach ihr bilden sich Atolle aus kegelförmigen Riffen, bei denen die Korallen im Zentrum wegen ungenügender Wasserversorgung absterben und nur die Korallen am Rand weiterwachsen, so dass ebenfalls eine ringförmige Struktur entsteht.

## Gehobene Atolle
Durch spätere Einwirkung (Anhebung der Erdkruste, Absinken des Meeresspiegels) kann es geschehen, dass sich ein Atoll „hebt“ und die vom Korallenring umschlossene Lagune weitgehend, gelegentlich auch vollständig austrocknet. Man spricht dann von einem „gehobenen Atoll“. Beispiele hierfür sind Niue, Nauru oder Henderson Island.

## Lage und Größe

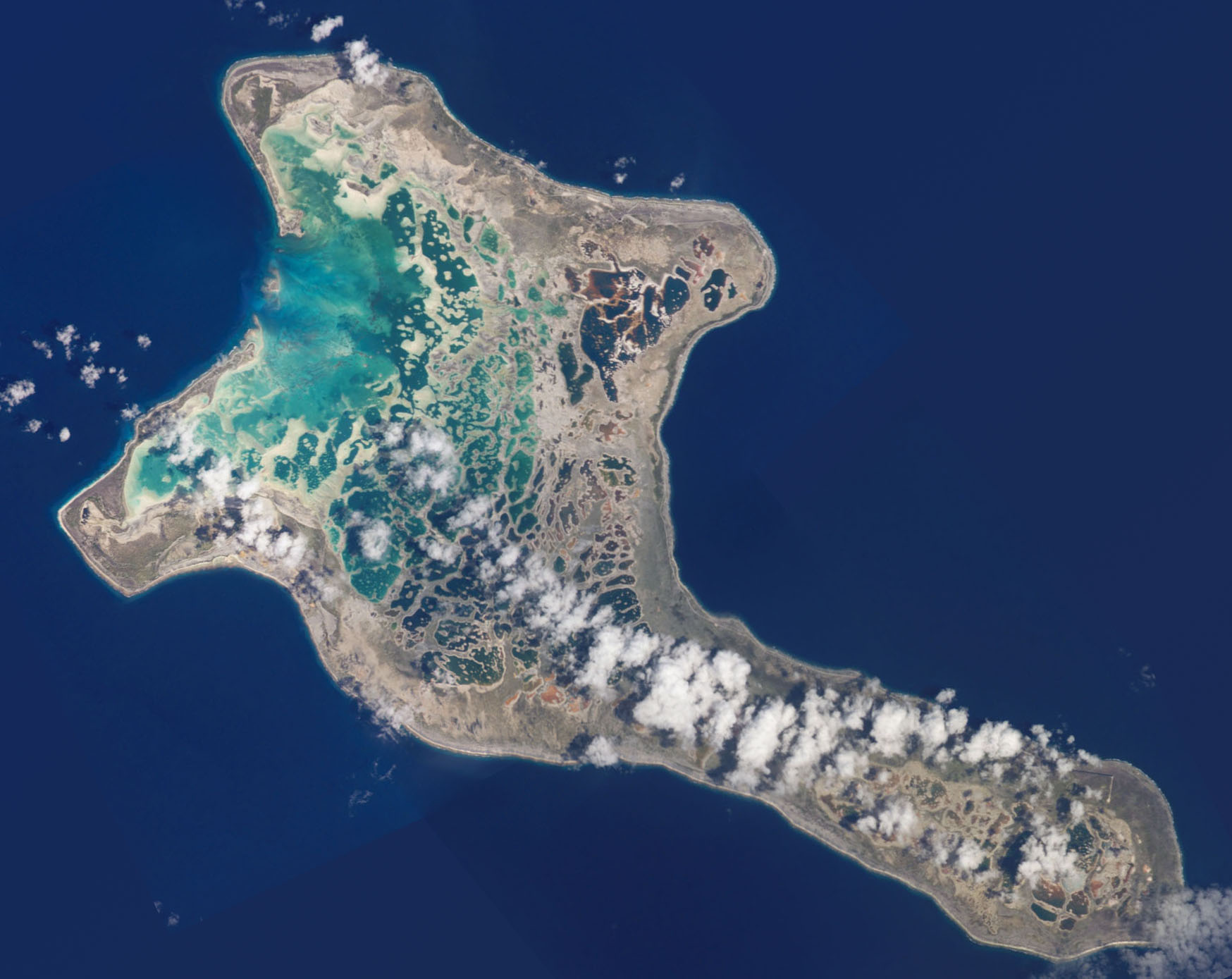
Kiritimati, das Atoll mit der größten Landfläche

Atolle kommen ausschließlich in tropischen Gewässern vor, hauptsächlich im Pazifischen Ozean und im Indischen Ozean. Im Karibischen Meer gibt es nur vier Atolle. Einen Staat, der nur aus Atollen besteht, bilden die Malediven.
Das nördlichste Atoll ist das Kure-Atoll nordwestlich Hawaiis auf 28° 24’ n. Br., am südlichsten liegt das Atoll Ducie der Pitcairninseln bei 24° 41’ s. Br. Atollähnliche Strukturen weiter südlich finden sich beim meist unterseeischen Elizabeth-Riff in der Tasmansee auf 29° 58’ Süd.
Die größte Gesamtfläche (Lagune und Riff) hat mit 3.850 km² das maledivische Atoll Thiladhunmathi-Miladummadulhu (zwei Namen, jedoch geografisch ein Atoll). Davon sind 51 km² Landfläche. Die größte zusammenhängende Atoll-Struktur bildet die Great Chagos Bank im Chagos-Archipel mit einer Gesamtfläche von 12.642 km², bei nur 4,5 km² Landfläche. Die unterseeische Saya de Malha Bank, ein ringförmiges Korallenriff, das vollständig unter dem Meeresspiegel liegt und daher nicht als Atoll klassifiziert wird, hat eine Gesamtfläche von rund 35.000 km² (ohne die separate Ritchie Bank nördlich davon).
Das Atoll mit der größten Landfläche ist Kiritimati im pazifischen Inselstaat Kiribati mit 321 km², gefolgt von Aldabra (Seychellen) mit 155 km².
Viele Atolle besitzen jedoch eine nur geringe Landfläche und keine natürlichen Süßwasserquellen und sind daher unbewohnte Inseln.

## Folgen der globalen Klimaveränderung
Die Bewohner vieler Atolle sind aufgrund des befürchteten Anstiegs des Meeresspiegels infolge der globalen Erwärmung um ihre Lebensgrundlage besorgt. Des Weiteren steht die wegen der dünner werdenden Ozonschicht zunehmende UV-Strahlung im Verdacht, das Wachstum der Korallen zu stören. Die stetig ansteigende CO2-Konzentration in der Atmosphäre bewirkt darüber hinaus eine Übersäuerung des oberflächennahen Meerwassers. Das Kohlenstoffdioxid löst sich im Meerwasser zu Hydrogencarbonat, welches den Kalk angreift, der dem Riff die Stabilität verleiht.

## Beispiele

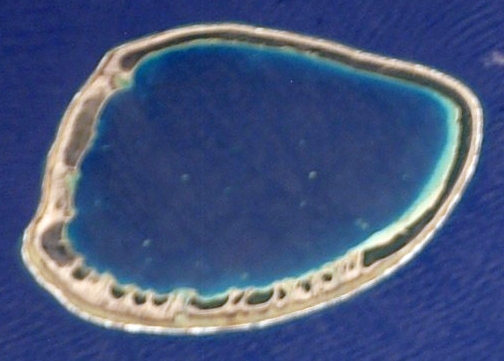
Ahunui, ein rundes Atoll des Tuamotu-Archipels
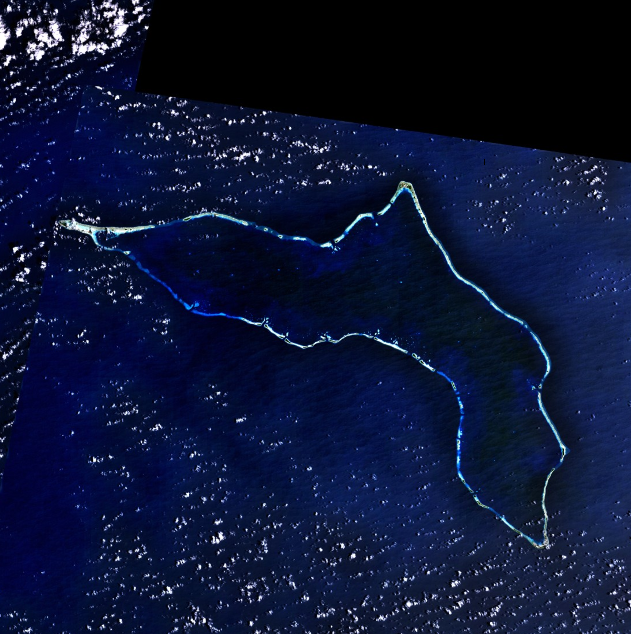
Kwajalein, das größte pazifische Atoll
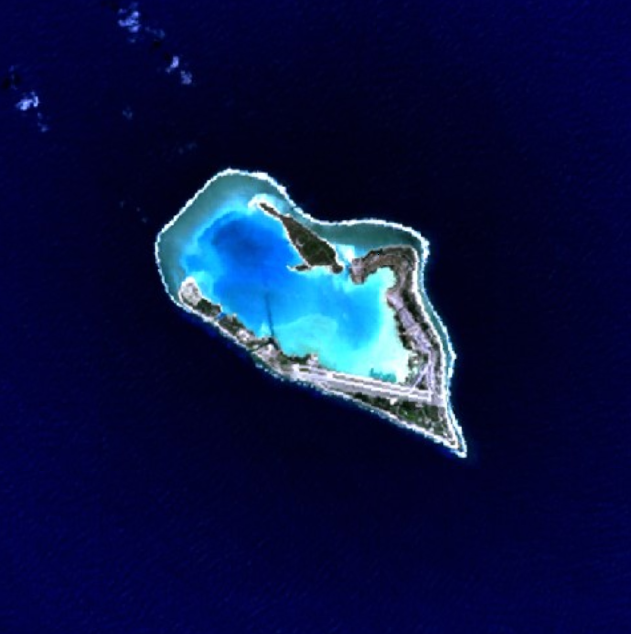
Wake, die Inseln werden nur aus dem ehemaligen Vulkan gebildet
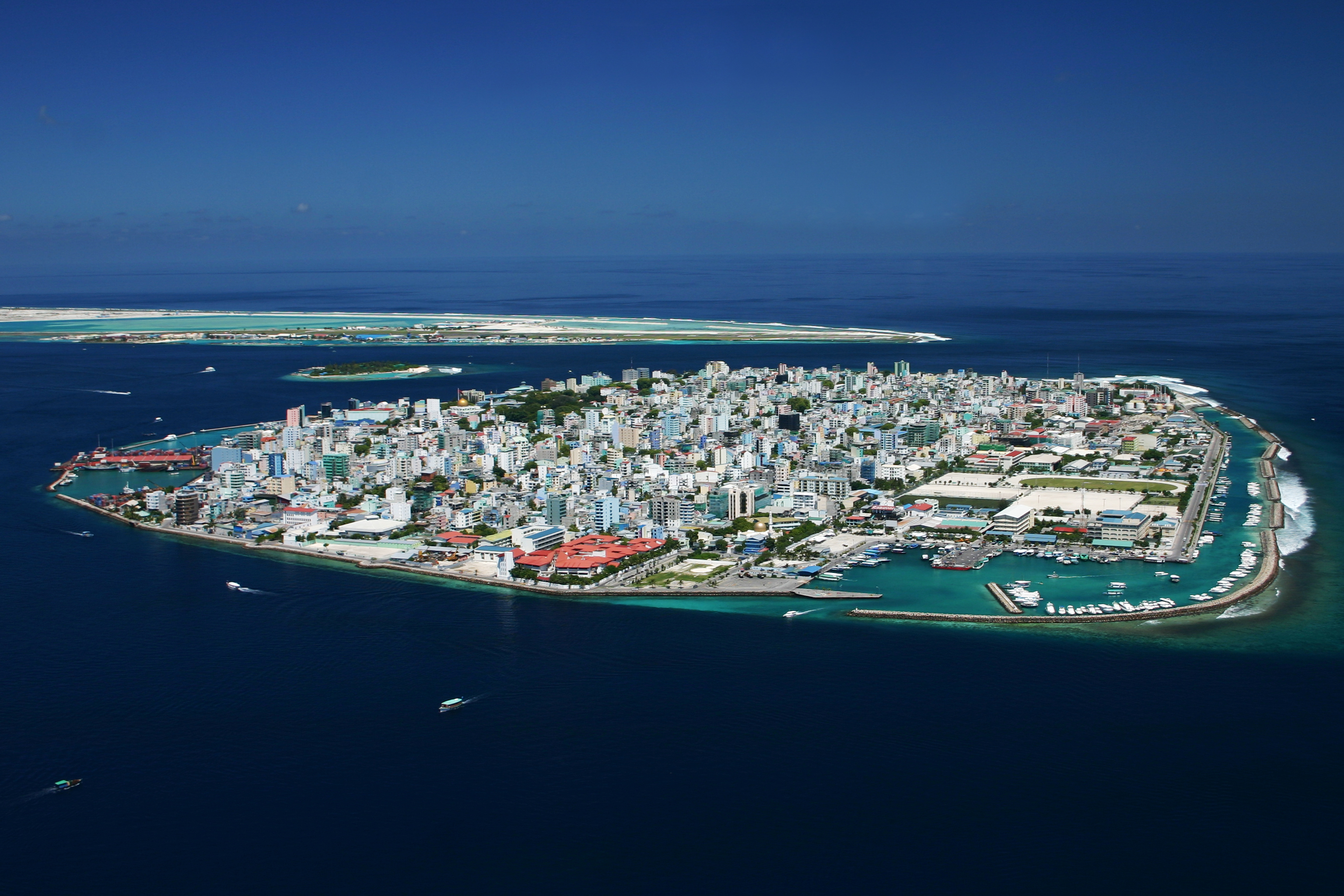
Malé, die Hauptstadt der Malediven, ein dicht besiedeltes Motu
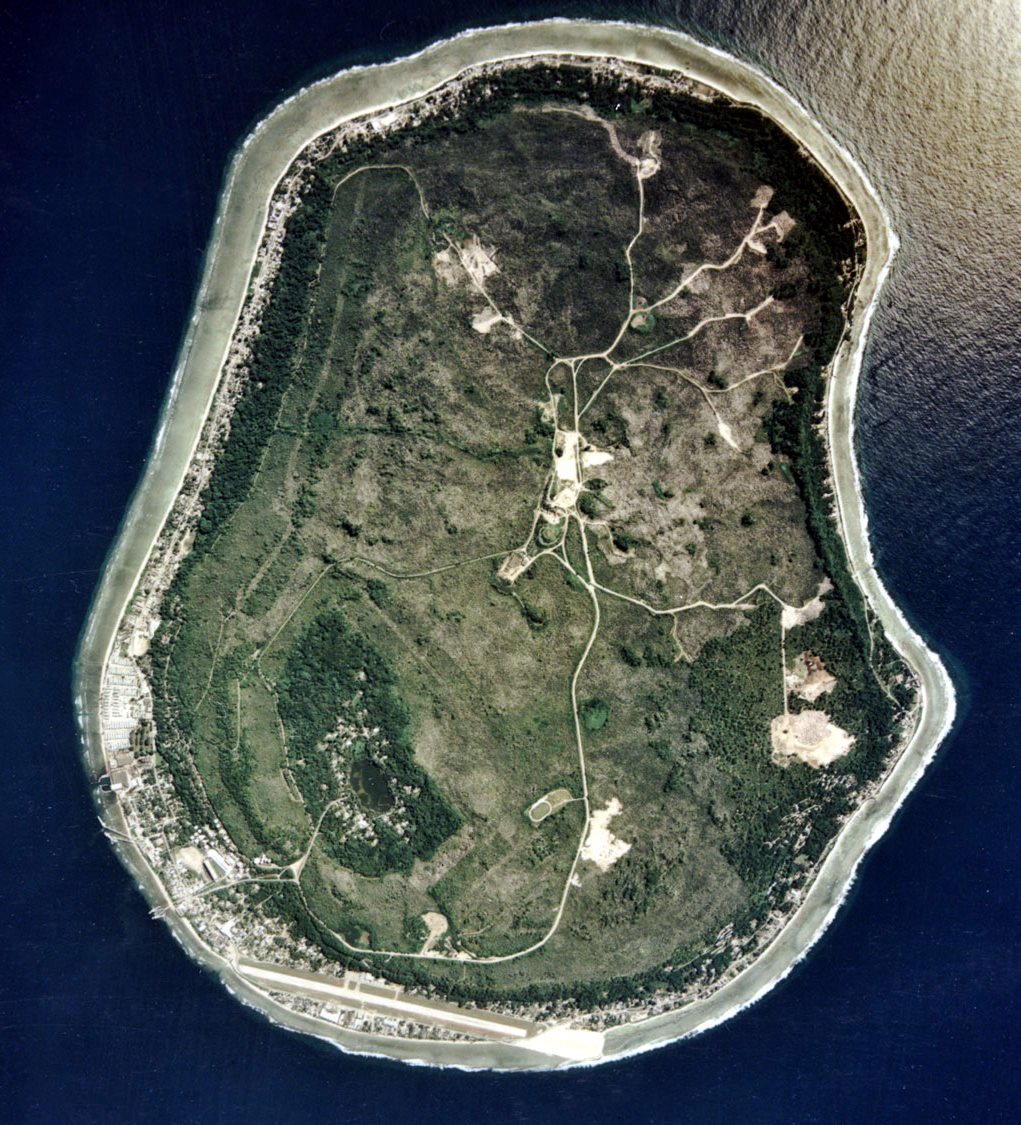
Nauru, ein gehobenes Atoll
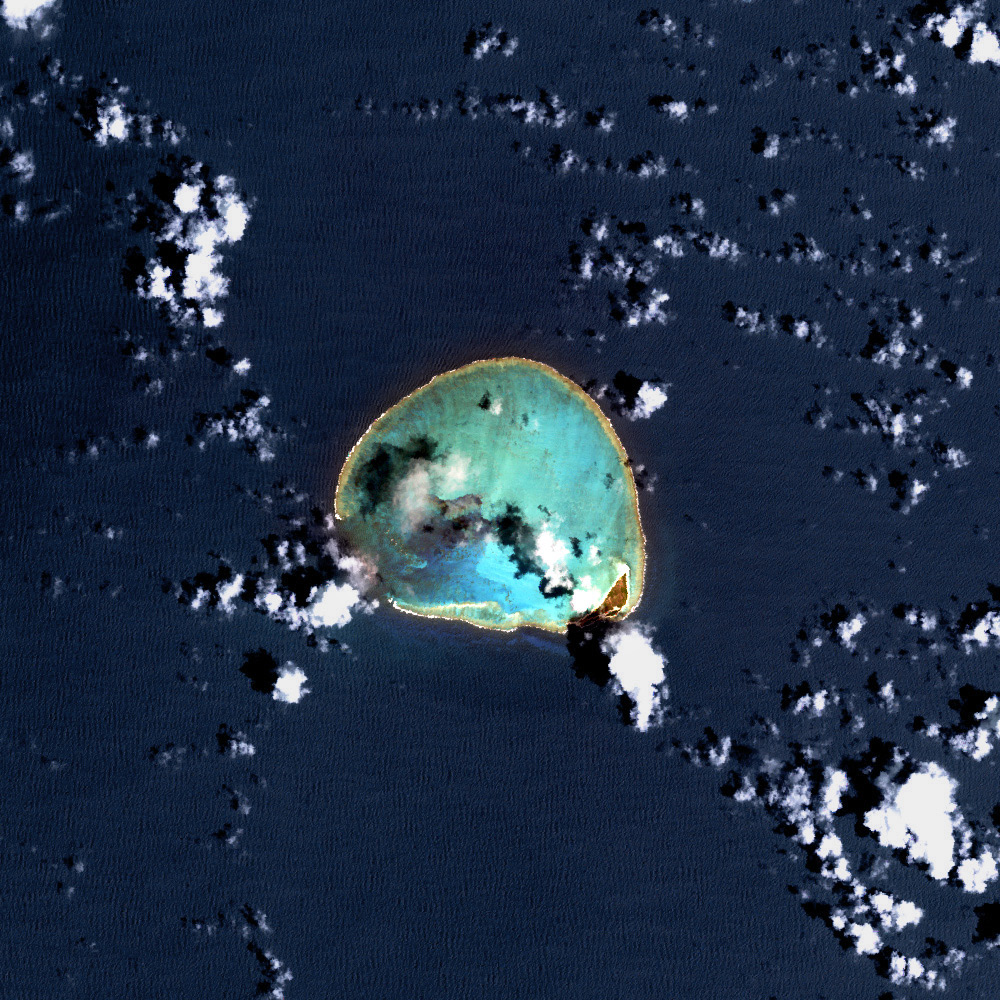
Kure, das nördlichste Atoll der Erde
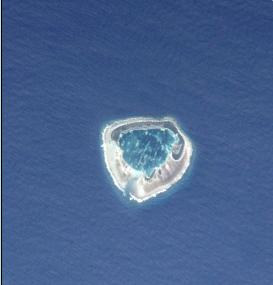
Ducie, das südlichste Atoll der Erde
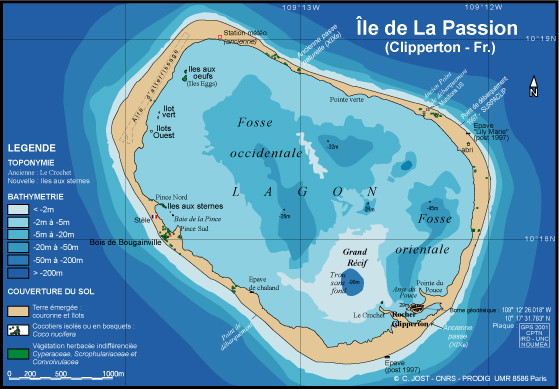
Die Clipperton-Insel, das entlegenste Atoll

- Bikini-Atoll, Marshallinseln
- Eniwetok, Marshallinseln
- Mururoa, Französisch-Polynesien
- Bassas da India
- Palmyra
- Nukunonu, Fakaofo, Atafu, Tokelau
- Bora Bora, Französisch-Polynesien